# Битва при Йеммингене
Битва при Йемгуме (или Битва при Йеммингене) — сражение Восьмидесятилетней войны, состоявшееся 21 июля 1568 года между голландскими повстанцами и испанской армией во главе с герцогом Альба.
После того, как в битве при Гейлигерлее Людвиг Нассауский не смог захватить город Гронинген, повстанцы были отогнаны от города испанскими войсками и разбиты близ Йемгума.

## Силы
Испанская армия состояла из 12 000 пехоты (4 отряда), 3000 кавалеристов и нескольких пушек. Людвиг Нассауский располагал 10000 пехотинцев (2 отряда), примерно 2000 кавалеристов и 16 пушками.

## Битва
После трёхчасовой перестрелки армия Людвига оставила свои окопы и пошла в атаку на испанские позиции. Однако эффективный огонь артиллерии и натиск кавалерии заставил повстанцев с большими потерями спешно отступить к реке  Эмс.

## Последствия
19 мая 1571 года в Антверпене была воздвигнута статуя герцога Альба, отлитая из одной из захваченных при Йемгуме бронзовых пушек. В 1577 году статуя была уничтожена восставшей толпой.